# Gaston Plovie
Pour les articles homonymes, voir Plovie.
Gaston Plovie est un footballeur et entraîneur français né le 12 janvier 1911 à Wattrelos (Nord) et mort le 24 janvier 1972 à Sète,,,. 

## Carrière
Dans les années 1930, il évolue comme attaquant en France. 
En 1932, il débute à l'Excelsior Roubaix, il joue ensuite au RC Lens, RC Roubaix, FC Sète, AS Saint-Étienne et termine sa carrière de joueur à l'OGC Nice, en 1945-1946. 
Plus tard, il est entraîneur principalement à l'AS Béziers et au FC Sète.